# Microdipoena jobi
Espèce
Synonymes
- Mysmena jobi Kraus, 1967

Microdipoena jobi est une espèce d'araignées aranéomorphes de la famille des Mysmenidae.

## Distribution
Cette espèce se rencontre en Europe et en Iran.
Sa présence est incertaine en Chine et au Japon.

## Description
Le mâle holotype mesure 0,83 mm et la femelle paratype 1,0 mm.
Le mâle décrit par Zhang et Lin en 2023 mesure 0,96 mm et la femelle 1,38 mm.

## Systématique et taxinomie
Cette espèce a été décrite sous le protonyme Mysmena jobi par Kraus en 1967. Elle est placée dans le genre Mysmenella par Brignoli en 1980 puis dans le genre Microdipoena par Lopardo et Hormiga en 2015.

## Étymologie
Cette espèce est nommée en l'honneur de Wilhelm Job.

## Publication originale
- Kraus, 1967 : « Zur Spinnenfauna Deutschlands, II. Mysmena jobi n. sp, eine Symphytognathide in Mitteleuropa (Arachnida: Araneae: Symphytognathidae). » Senckenbergiana Biologica, vol. 48, p. 387-399.